# Andy Wallace
Andy Wallace är en amerikansk ljudtekniker och musikproducent. Ett av hans tidigaste arbeten var på singeln "Walk This Way" av Run–D.M.C. och Aerosmith från 1986. 1999 vann han en Grammy Award (tillsammans med Tchad Blake och Trina Shoemaker) i kategorin Best Engineered Album, Non-Classical för sitt arbete med Sheryl Crows album The Globe Sessions. I oktober 2005 hade 80 miljoner exemplar av album sålts som innehöll en kreditering till Wallace.
Wallace har arbetat med artister och band såsom Feeder, Sum 41, The Cult, Slayer, Prince, Bruce Springsteen, Sepultura, Nirvana, The Misfits, White Zombie, Jeff Buckley, Ben Folds Five, Faith No More, Rollins Band, Rush, Alice Cooper, Bernard Butler, Bad Religion, Sonic Youth, L7, Guns N' Roses, Rage Against the Machine, Front 242, Alabama 3, Linkin Park, Trapt, Foo Fighters, Silverchair, At the Drive-In, Staind, Sevendust, Blind Melon, System of a Down, Phish, Skunk Anansie, A Perfect Circle, Limp Bizkit, 3 Doors Down, Disturbed, Paul McCartney, The Cribs, Atreyu, Young Astronauts Club, Avenged Sevenfold, Ghost och Dream Theater.